# 観音院 (広島市)
観音院（かんのんいん）は、広島県広島市にある真言宗の寺院。本尊は大日如来。
広島市観音地区の地名の由来となった。

## 行事
- 法要 - 毎日（年中無休）午前10時、正午12時、午後2時からの1日3回
- 大般若経転読法要 - 毎月第一日曜日午前十時から執行

## 情報
- 山門は24時間開門している。
- 信徒による運営を行い住職の世襲を廃止し財務を公開している。
- 平成23年、山門入口の地蔵堂前に「すべてに 愛を 光と 祈りの 大日堂（だいにちどう）」（納骨堂）が建立された。

## 所在地
【観音院】
住所：〒733-0032 広島県広島市西区東観音町10-2
【関西担当寺院：融通尊寺】
住所：〒651-0093 兵庫県神戸市中央区二宮町4丁目8-14
【関東担当寺院：観敬院】
住所：〒210-0802 神奈川県 川崎市川崎区大師駅前1-7-2

## 交通アクセス

### 鉄道
- 広島電鉄本線（2・3号線）天満町電停で下車、徒歩約5分
- 広島電鉄江波線（6・8号線）舟入町電停で下車、徒歩約7分